# Juan Andreu Candau

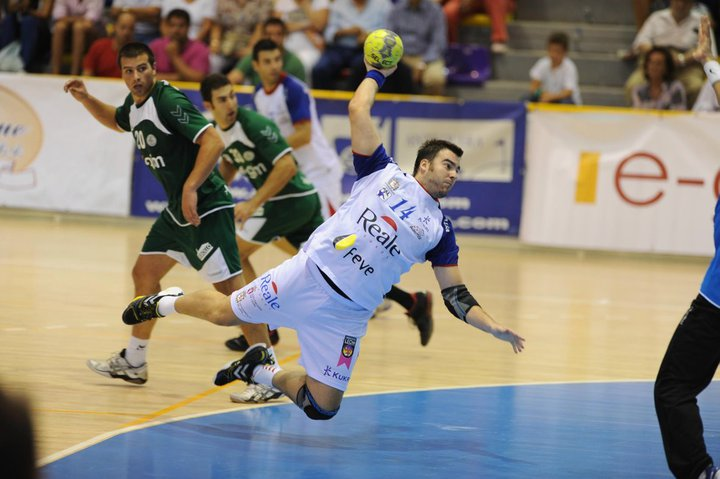
Juan Andreu Candau au tir en 2012 avec León.

Juan Andreu Candau, né le 10 janvier 1985 à Séville, est un handballeur espagnol qui évolue au poste de pivot.
International espagnol, il a notamment remporté une médaille de bronze au Championnat d'Europe 2014. En clubs, il évolue depuis 2015 en France, d'abord au Pays d'Aix UC puis au Limoges Hand 87 depuis 2019.

## Biographie
En 2012, après huit saison au BM Granollers puis au Ademar León, il quitte l'Espagne pour le club allemand du TSV Hannovre. En 2015, il prend la direction de la France et du Pays d'Aix UC où il évolue quatre saisons.
Arrivé à Limoges en 2019, Juan Andreu quitte le Limousin après deux saisons pour rejoindre le BM Triana, club semi-professionnel de sa ville natale de Séville. Si le club n'évolue qu'en 3e division, il a de grandes ambitions autour duquel se trouve Andreu qui a à la fois le rôle de joueur et à la direction sportive, pour essayer de trouver des partenaires et faire grandir le club.

## Palmarès

### En club
- 3e place du Championnat d'Espagne en 2011 et 2012
- finaliste de la Coupe ASOBAL en 2012

### En équipe nationale
- Médaille de bronze au Championnat d'Europe 2014, Danemark
- 4e place au Championnat du monde 2015, Qatar